# يو إف سي ليلة القتال: دوليدز ضد إيمافوف
يو إف سي ليلة القتال: دوليدز ضد إيمافوف (بالإنجليزية: UFC Fight Night: Dolidze vs. Imavov)‏ هو حدث لفنون القتال المختلطة نظمته يو إف سي، أُقيم في 3 فبراير 2024، على يو إف سي أبيكس في إنتربرايز، نيفادا، وهي جزء من منطقة لاس فيغاس الحضرية، الولايات المتحدة.